# Klein Zuiddiepepolder
De Klein Zuiddiepepolder (of: Kleine Zuiddiepepolder) is een polder ten zuidwesten van Biervliet, behorende tot de Polders rond Biervliet.
De polder omvatte een zijgeul van het Zuiddiep, dat in het verlengde van de Passageule lag. De zijgeul, die aan het verlanden was, werd omstreeks 1665 ingedijkt door Jan van der Swalme, een inwoner van IJzendijke. Het betreft een kleine, langgerekte polder van ongeveer 12 ha, die aan de noordzijde door de Nolledijk wordt begrensd. Westdijk en Oostdijk vormen de westelijke respectievelijk oostelijke begrenzing.